# 비센테 모레노
비센테 모레노 페리스(스페인어: Vicente Moreno Peris, 1974년 10월 26일, 발렌시아 주 마사나사 ~)는 스페인의 전직 축구 선수이자 감독으로, 현역 시절 수비형 미드필더로 활약했다.
그는 현역 시절 대부분을 헤레스에서 보냈는데, 이 구단 소속으로 11년 동안 412번의 공식 경기에 출전했다. 그는 같은 구단의 감독도 7개월 역임했었다.

## 선수 경력
발렌시아 주 마사나사 출신인 모레노는 발렌시아 유소년부에서 그리 성공적이지 못했고, 세군다 디비시온 B의 하부 리그 구단들을 거쳐 2000-01 시즌을 앞두고 헤레스에 합류했다. 그는 안달루시아 연고 구단 소속으로 1년차에 세군다 디비시온 승격을 이룩했고, 2009년까지 매 시즌 최소 34경기에 출전했다.
2008-09 시즌, 모레노는 헤레스의 역사적인 첫 라 리가 승격을 이룩했을 당시 매 경기에 출전한 공신이었다. 2009년 6월 13일, 그는 2-1로 이긴 우에스카와의 안방 경기에서 1골을 기록해 소속 구단의 승격을 확정지었다.
2009년 8월 30일, 그는 35번째 생일을 2달 앞두고 사상 첫 1부 리그 경기를 출전했는데, 0-2로 패한 마요르카와의 원정 경기에서 90분을 모두 소화했다. 그는 3번째 리그 경기인 레알 마드리드와의 산티아고 베르나베우 원정에도 선발로 출전했지만, 0-5로 패했고, 결국 말리의 시디 야야 케이타에게 주전 지위를 내주기에 이르렀고, 시즌 말의 최종전이 되어서야 다시 출전했는데, 소속 구단은 승격 1년 만에 2부 리그로 강등되었다.
2011년 6월, 거의 37세가 된 모레노는 헤레스와 1시즌을 더 동행하고(28경기 출전, 3골 득점) 현역에서 은퇴했다. 은퇴할 시점에 그는 구단 역사상 최다 출전 선수로 이름을 올렸는데, 그는 헤레스 소속으로 스페인 축구 상위 3개 리그에서 모두 득점을 올린 유일한 선수이기도 했다. 그는 은퇴 직후 구단의 감독진에 합류했다.

## 감독 경력
2011년 12월 5일, 모레노는 후안 메리노의 후임으로 헤레스의 감독이 되었다. 그는 헤레스를 이끌고 리그 14위에 2부 리그 강등권과 승점 10점차로 잔류시켰다.
모레노는 2013년 11월 4일에 산티 카스티예호 감독의 경질로 공석이 된 3부 리그의 짐나스틱 감독이 되었다. 2015년 6월 22일, 승격을 이룩하고, 그는 게약을 1년 더 연장했다.
2016년 6월 13일, 정규 시즌을 3위로 마친 짐나스틱은 플레이오프전 끝에 안타깝게 1부 리그 승격이 좌절되었으나, 모레노는 2018년까지 구단과 동행하기로 합의했다. 그는 그러나 같은 해 12월 24일에 직위를 내려놓은 것임을 발표했고, 구단은 사흘 후에 그의 사표를 수리했다.
모레노는 2017년 6월 20일에 3부 리그의 마요르카 감독이 되었다. 그는 취임 이래 2년 연속 승격의 기염을 토해냈는데, 두 경우 모두 플레이오프전 끝에 승격했으나, [[라리가 2019-20|2019-20 시즌에 승격 직후 강등되는 굴욕을 맛보았다.
모레노는 그 직후 비짓 마요르카 경기장을 떠나 또다른 강등 구단인 에스파뇰과 2020년 8월에 3년 계약을 체결했다. 에스파뇰은 1년 만에 2부 리그 우승으로 1부 리그로 복귀했다.

## 감독 통계
2023년 9월 26일 기준
| 구단     | 국적           | 취임            | 해임             | 기록 | 기록 | 기록 | 기록 | 기록 | 기록 | 기록 | 기록  | 주     |
| 구단     | 국적           | 취임            | 해임             | 전   | 승   | 무   | 패   | 득   | 실   | 차   | 율 %  | 주     |
| -------- | -------------- | --------------- | ---------------- | ---- | ---- | ---- | ---- | ---- | ---- | ---- | ----- | ------ |
| 헤레스   | 스페인         | 2011년 12월 5일 | 2012년 7월 12일  | 26   | 9    | 6    | 11   | 35   | 46   | −11  | 34.62 | [ 15 ] |
| 짐나스틱 | 스페인         | 2013년 11월 4일 | 2016년 12월 27일 | 147  | 62   | 50   | 35   | 186  | 151  | +35  | 42.18 | [ 16 ] |
| 마요르카 | 스페인         | 2017년 6월 19일 | 2020년 8월 4일   | 133  | 56   | 33   | 44   | 162  | 141  | +21  | 42.11 | [ 17 ] |
| 에스파뇰 | 스페인         | 2020년 8월 4일  | 2022년 5월 13일  | 85   | 38   | 21   | 26   | 120  | 88   | +32  | 44.71 | [ 18 ] |
| 알샤바브 | 사우디아라비아 | 2022년 7월 28일 | 2023년 6월 17일  | 37   | 20   | 7    | 10   | 73   | 43   | +30  | 54.05 | [ 19 ] |
| 알메리아 | 스페인         | 2023년 6월 17일 | 2023년 9월 29일  | 7    | 0    | 2    | 5    | 8    | 18   | −10  | 0.00  | [ 20 ] |
| 합계     | 합계           | 합계            | 합계             | 435  | 185  | 120  | 130  | 581  | 483  | +98  | 42.53 | —      |

## 수상

### 선수
헤레스
- 세군다 디비시온: 2008–09[2]

### 감독
짐나스틱
- 세군다 디비시온 B: 2014–15[21]

마요르카
- 세군다 디비시온 B: 2017–18[22]
- 라리가 플레이오프전 승리: 2019

에스파뇰
- 세군다 디비시온: 2020–21[14]